# Dragan Todorović

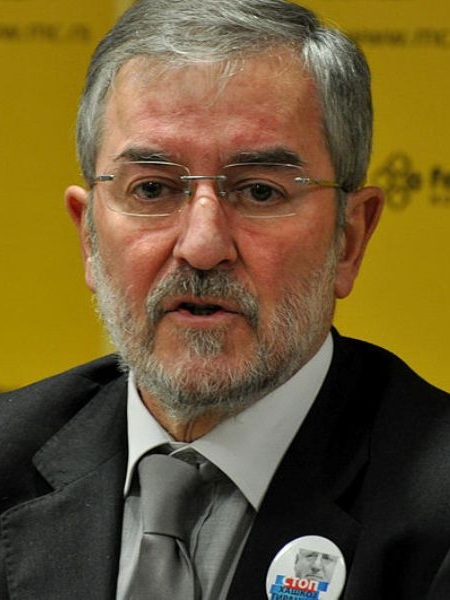
Dragan Todorović

Dragan Todorović (serbisch-kyrillisch Драган Тодоровић; * 25. Januar 1952 in Gornji Milanovac) ist der stellvertretende und de facto amtierende Vorsitzende der Serbischen Radikalen Partei (SRS). Lange Zeit war er Abgeordneter der SRS in der Skupština der Bundesrepublik Jugoslawien und Serbien und Montenegro und ist seit 2007 Abgeordneter in der Skupština der Republik Serbien und dort auch Fraktionsvorsitzender seiner Partei.
Der Vorsitzende der Partei, Vojislav Šešelj, der seit 2008 vor dem Internationalen Strafgerichtshof für das ehemalige Jugoslawien in Den Haag angeklagt ist, hat ihn im September 2008 dazu ermächtigt, der SRS in seiner Abwesenheit vorzustehen, nachdem der bisherige amtierende Vorsitzende und Präsidentschaftskandidat von Mai 2008 Tomislav Nikolić aus der SRS ausgetreten war und seine eigene Partei gegründet hatte.